# Submarino soviético K-8
K-8 foi um submarino da Frota do Norte soviética que afundou no Golfo da Biscaia com suas armas nucleares a bordo em 12 de abril de 1970. Um incêndio em 8 de abril desativou o submarino e ele estava sendo rebocado em mar agitado. Cinquenta e dois tripulantes foram mortos tentando salvar o submarino quando ele afundou.

## Acidentes

### Incidente de perda de refrigerante de 1960
Em 13 de outubro de 1960, enquanto operava no Mar de Barents, o K-8 sofreu o rompimento de um tubo do gerador de vapor, provocando um acidente de perda de refrigerante. A tripulação improvisou um sistema para fornecer água de resfriamento emergencial ao reator, evitando uma fusão do núcleo do reator, mas grandes quantidades de gás radioativo vazaram, contaminando toda a embarcação. Os níveis de radiação não puderam ser determinados, pois os instrumentos não conseguiam medir em escalas tão elevadas. Três tripulantes sofreram lesões visíveis por radiação, e muitos foram expostos a doses de até 1,8–2 Sv (180–200 rem).

### Incêndio no Golfo da Biscaia em 1970
Durante o exercício naval em larga escala "Ocean-70", o K-8 sofreu incêndios simultâneos em dois compartimentos em 8 de abril de 1970. Devido a curtos-circuitos nos compartimentos III e VII, simultaneamente, a uma profundidade de 120 m, o fogo se espalhou pelo sistema de ar-condicionado. Ambos os reatores nucleares foram desligados.
O capitão ordenou o abandono completo da embarcação, mas a ordem foi revertida após a chegada de um navio de reboque. Cinquenta e dois tripulantes, incluindo o comandante, Capitão de 2ª classe Vsevolod Bessonov, retornaram ao submarino que emergira e estava sendo rebocado. Essa foi a primeira perda de um submarino nuclear da União Soviética, que afundou em mar agitado enquanto era rebocado no Golfo da Biscaia, no Oceano Atlântico Norte. Oito marinheiros já haviam morrido devido ao fechamento de compartimentos para evitar novos alagamentos e a propagação do fogo assim que este foi detectado. Todos os que permaneceram a bordo morreram devido à intoxicação por monóxido de carbono e ao alagamento do submarino emergido durante 80 horas de esforços de contenção em condições de tempestade. Setenta e três tripulantes sobreviveram. O K-8 afundou com quatro torpedos nucleares, dos 24 que transportava, a uma profundidade de 4 680 m, aproximadamente 490 km a noroeste da Espanha.

## Leituras adicionais
- Polmar, Norman; J. K. Moore (2004). Cold War Submarines: The Design and Construction of U.S. and Soviet Submarines. Washington, DC: Potomac Books, Inc. ISBN 1-57488-530-8